# Arschak III.
Arschak III. (latinisiert Arsaces, griechisch Arsakes genannt; * im 4. Jahrhundert; † kurz nach 387) war von 378 bis etwa 387 König Armeniens. Er gehörte zur Dynastie der Arsakiden und wird in der Forschung gelegentlich als Arsakes IV. gezählt.

## Leben
Arschak III. war ein Sohn des armenischen Königs Pap, des Sohns und Nachfolgers des Arschak II. Seine Mutter war eine armenische Adlige namens Zarmandukht, und er hatte einen jüngeren Bruder Valaršak. Sein Geburtsdatum ist nicht überliefert. Er wuchs in Armenien auf.
Nach der Ermordung des Königs Pap im Jahr 374 ernannte der römische Kaiser Valens den Arsakiden Varazdat, einen Sohn von Paps Halbbruder Anob, zum neuen Herrscher Armeniens. Varazdat regierte vier Jahre und ließ 378 seinen wichtigsten Berater, den General Mushel Mamikonian, ermorden. Manuel Mamikonian übernahm die Stellung seines verstorbenen Bruders Mushel als Sparapet (Oberkommandierender der armenischen Streitkräfte) und vertrieb Varazdat aus Armenien. Dort hatte er nun die führende Stellung inne und stellte den jungen Arschak III., den er mit seiner Tochter Vardandukht verheiratete, und dessen Bruder Valaršak als gemeinschaftliche Könige auf. Auch kümmerte sich Manuel um die Erziehung von Arschak III. und Valaršak, behandelte deren Mutter Zarmandukht ehrfurchtsvoll und arbeitete mit ihr in Regierungsgeschäften zusammen.
386 wurde Arschak III. nach dem Tod seines Bruders Valaršak und dem im gleichen Jahr erfolgten Ableben des Regenten Manuel Mamikonian Alleinherrscher. Doch bald danach einigten sich der römische Kaiser Theodosius I. und der sassanidische Großkönig Schapur III. auf die Teilung Armeniens in einen kleineren, unter römischer Oberherrschaft stehenden und einen wesentlich größeren, unter persischer Hegemonie stehenden Teil; die Demarkationslinie verlief durch Karin (Erzurum) im Norden und Amida (Diyarbakır) im Süden. Das Datum des hierauf bezüglichen Vertrags von Acilisene ist unsicher. Die meisten Forscher verlegen ihn in das Jahr 387, doch werden auch vereinzelt einerseits 384 und andererseits 389/90 angenommen. Arschak III. begab sich nach der Teilung des Landes nach Acilisene und regierte Westarmenien unter römischem Schutz. Er starb aber bald, woraufhin die Verwaltung des römischen Armeniens durch Comites begann, während im persischen Armenien der Arsakide Chosroes IV. als Vasallenkönig der Sassaniden an die Macht kam.